# 望遠鏡座ι
望遠鏡座ι，又名CP-63 3923，HD 147787、SAO 253555、HR 6109，是望遠鏡座的一颗恒星，视星等为5.27，位于銀經324.06，銀緯-10.48，其B1900.0坐标为赤經16h 18m 39.7s，赤緯-63° -10.48′ 50″。